# ایستانا نگارا
ایستانا نگارا (انگلیسی: Istana Negara) یا کاخ ملی (به انگلیسی: National Palace) اقامتگاه رسمی یانگ دی‌پرتوان آگونگ، پادشاه مالزی است. این مکان در حوالی جالان تانکو عبدالحلیم (نام قبلی جالان دوتا) نزدیک تامان دوتا، شمال غربی کوالا لامپور واقع شده است. این کاخ در سال ۲۰۱۱ افتتاح شد و جایگزین ایستانا نگارا قدیم گردید که در محوطه ناهمسانی در مرکز کوالالامپور واقع شده بود.
مجموعه کاخ دارای مساحتی برابر با ۹۷٫۶۵ هکتار و ۲۲ گنبد است که به سه بخش اصلی: بخش تشریفات، بخش سلطنتی و بخش مدیریت تقسیم می‌شود.